# 고스기촌
고스기촌(小杉村)은 니가타현 나카칸바라군에 설치되었던 촌이다.

## 개요
에도 시대부터의 마을 이름으로, 아가노 강의 좌안에 위치한다. 지명은 고스기 고에몬의 채지가 된 것으로 후카타 촌에서 개칭한 것에 의한다

## 연혁
- 1889년 4월 1일 - 정촌제 시행과 함께 나카칸바라군 고스기촌이 성립하였다。
- 1901년 11월 1일 - 나카칸바라군 요코고시촌、소미촌、기쓰촌、니폰기촌과 합병해、요코고시촌이 신설되어 소멸하였다。오이자 고스기에 해당한다.